# Parachernes adisi
Parachernes adisi är en spindeldjursart som beskrevs av Volker Mahnert 1979. Parachernes adisi ingår i släktet Parachernes och familjen blindklokrypare. Inga underarter finns listade i Catalogue of Life.